# Wael Gomaa
Wael Gomaa Kamel El Hooty - em árabe, وائل جمعة (Maala, 3 de agosto de 1975), mais conhecido como Wael Gomaa, é um ex-futebolista egípcio que atuava como zagueiro.

## Carreira
Gomaa representou o elenco da Seleção Egípcia de Futebol no Campeonato Africano das Nações de 2010.

## Títulos
Seleção Egípcia
- Campeonato Africano das Nações: 2006, 2008 e 2010

Clube
- Liga dos Campeões da CAF:6

(2001 , 2005 , 2006 , 2008 , 2012 e 2013)